# Jean de Bonmarché
Jean de Bonmarché ou Jean Bonmarché est un compositeur franco-flamand né à Douai en 1520. Il fut maître de chapelle de la Capilla Flamenca du début de 1565 à 1570.

## Éléments biographiques
Jean de Bonmarché est réputé pour être né à Douai, mais les villes de Valenciennes et de Ypres sont également citées comme lieux possibles de sa naissance.
On sait peu de chose de sa jeunesse ; son parcours invite cependant à penser qu'il dut être inscrit de bonne heure au séminaire ou à l'université. On le retrouve ensuite maître des enfants de chœur à la collégiale de Courtrai. La majeure partie de son œuvre musicale (sinon la totalité) fut composée entre 1545 et 1560, date à laquelle il obtient la direction du jubé de la cathédrale de Cambrai.
Fin 1564, tandis qu'il est toujours chanoine et maître de chœur de l'église de Cambrai, il se voit convoqué par la duchesse de Parme, Marguerite d'Autriche, qui souhaite étudier avec lui la possibilité qu'il reprenne la charge de maître de chapelle de la Capilla Flamenca (Chapelle flamande) de Philippe II à Madrid. Dans un courrier adressé au roi, daté du 30 novembre 1564, elle expliquait les raisons pour lesquelles Charles Chastelain, tout d'abord pressenti, était contraint de renoncer à la charge et mentionnait déjà Jean de Bonmarché comme un « habile musicien ». Elle en fait la description suivante : « c'est un des hommes les plus habiles en fait de musique qu'il y ait dans les Pays-Bas. Suivant ce qu'on lui a dit, il est grand compositeur mais il n'a pas de voix. Il est petit et de peu d'apparence parce qu'il n'a pas de barbe bien qu'il soit âgé de plus de quarante ans ». Dans une seconde lettre datée du 26 décembre 1564, la duchesse de Parme annonce au souverain que Bonmarché accepte les honorables fonctions qui lui sont offertes.
Philippe II ayant obtenu, en 1560, un indult de Pie IV lui offrant la possibilité de nommer à une dignité toutefois inférieure à la plus élevée ou à une prébende de chacune des églises que comptaient les Pays-Bas, appointa Jean de Bonmarché en lui confiant le doyenné de la Cathédrale de Lille. Les exécuteurs apostoliques durent néanmoins intervenir à la suite du refus opposé par le chapitre de Lille. Ils mirent Jean de Bonmarché en possession des émoluments liés à cette charge.
Dans un courrier que Philippe II adresse au duc d'Albe, Ferdinand Alvare de Tolède, en date du 8 février 1568, le Roi explique que son maître de chapelle estime que la chapelle manque de voix de dessus et le charge de faire en sorte que huit nouveaux chantres soient recrutés dans les Pays-Bas.
Selon certaines sources, Jean de Bonmarché serait mort à Madrid en 1570, pour d'autres, en 1570, Jean de Bonmarché aurait renoncé, pour une raison inconnue, à sa charge de maître de chapelle. Il se serait retiré à Valenciennes où il aurait eu pour élève Pierre Maillart qui disait de son maître qu'il était homme de grand savoir. Jean de Bonmarché aurait rédigé à cette époque un traité de musique qui ne fut jamais publié. Il l'aurait confié à son élève.
Jean de Bonmarché serait, dans cette hypothèse, probablement décédé à Valenciennes dans le dernier quart du XVIe siècle.

## Son œuvre
Plusieurs messes et motets sont conservés à l'Escurial.
Il a aussi laissé un motet de huit voix sur les paroles Constitutes los principes. Ce morceau se trouve dans la collection publiée par Clément Stephan, d’Eger, sous ce titre : Cantiones triginta selectissimæ, quinque, sex, septem, octo, duodecim et plurimum vocum, sub quatuor tantum, artificiose, musicis numeris à prœstantissimis hujus artis artificibus ornatæ. Norimbergæ, in officina Ulrici Neuberi, 1568, in-4°. C’est le no 12 du recueil.